# Peter Thumb
Pour les articles homonymes, voir Thumb (homonymie).
Peter Thumb (né le 18 décembre 1681 à Bezau dans le Vorarlberg et mort à Constance le 4 mars 1766) était un architecte autrichien du XVIIIe siècle d'expression baroque.

## Biographie
Thumb était fils d'architecte et étudia avec Franz Beer. Il travailla principalement en Souabe, en Bade, en Alsace et en Suisse. Une de ses œuvres les plus connues est l'église de pèlerinage de Birnau, dont l'aspect extérieur ne laisse pas apparaître la richesse de son aménagement intérieur.

## Œuvres
- Église de Lachen (1707-1711)

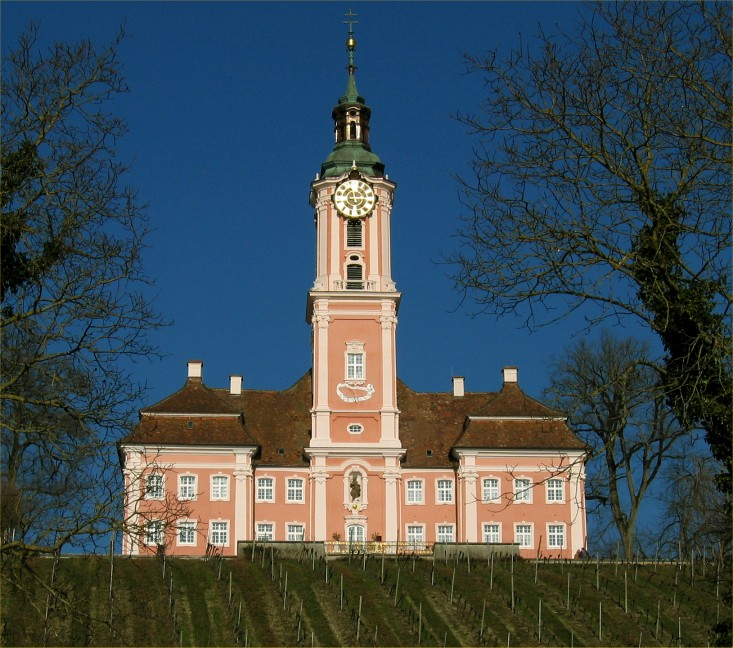
L'église de Birnau

- Église abbatiale d'Ebersmunster en Alsace (1708-1712, façade et tours entre 1719-1727)
- Château de la Neuenbourg à Guebwiller (à partir de 1715)
- Monastère et transformations de l'église de Ettenheimmünster (à partir de 1718)
- Église de pèlerinage de Thierenbach en Alsace (1719-1723)
- Abbaye de Friedenweiler (à partir de 1725)
- Église du monastère de St. Maria à Frauenalb (1727-1733)
- Église de St. Margarethen à Waldkirch (1732-1734)
- Église et prieuré de Sankt Ulrich (1739-1744)
- Église du monastère et bibliothèque de St. Peter (1724-1756)
- Église et prieuré de Mengen (1741-1744)
- Presbytère de Bermatingen (1746-1747)
- Église de pèlerinage de St. Maria et prieuré de Birnau (1747-1750)
- Église St. Peter et Paul à Hilzingen (1747-1749)
- Église catholique de Mundelfingen (1750-1751)
- Église de Tiengen (1753-1755)
- Bibliothèque et hôpital de l'abbaye impériale de Saint-Gall (1758-1767)
- Abbatiale d'Altorf en Alsace, au XVIIIe siècle, chœur et transept
- Église catholique d'Erstein, 1715, tour